# Maihar (Staat)
Maihar (Hindi मैहर रियासत) war ein Fürstenstaat der Central India Agency in der Region Bundelkhand von Britisch-Indien im heutigen Bundesstaat Madhya Pradesh. Seine Hauptstadt war der Ort Maihar.
Bhimi Singh, ein aus Alwar stammender Kachwaha-Rajpute, trat um 1700 in die Dienste des Raja von Orchha. Sein Enkel Beni Singh wurde 1778 mit Maihar belehnt. 1788–90 war sein Land von Banda besetzt. Maihar war 1806–1947 britisches Protektorat. 1826 wurde Bijai-Raghogarh durch Erbteilung abgetrennt und 1858 nach der Niederschlagung des großen indischen Aufstands von den Briten konfisziert. Thakur Raghubir Singh (1852–1908) wurde 1869 zum Raja erhoben, Raja Brijnath Singh (1911–56) zum Maharaja.
Maihar hatte 1901 eine Fläche von 1.054 km² und 64.000 Einwohner. Am 4. April 1948 schloss sich der Maharaja der Fürstenunion Vindhya Pradesh an und vollzog am 1. Januar 1950 den Anschluss an Indien. Am 1. November 1956 wurden alle Fürstenstaaten aufgelöst und Vindhya Pradesh dem Bundesstaat Madhya Pradesh einverleibt.